# Дзвіночок (часопис)
«Дзвіночок» — часопис-місячник для дітей з бібліотекою «Ранок», заснований у 1931 році Іваном Тиктором у Львові. Видавався до 1939 року. Відроджено у 1993 році Лесею Пилип'юк-Диркавець у Рогатині, з 2004 в Івано-Франківську.

## Тематика
У рекламному матеріалі «Під увагу добрим родичам!» І. Тиктор зазначав, що часопис буде гарно оформленим, цікавим за змістом і повчальним для дітей молодшого шкільного та дошкільного віку.
Часопис публікував матеріали виховного, пізнавального та розважально-пізнавального характеру для дітей різного рівня розвитку:
- виховання патріотичних почуттів — твори героїчної тематики, зокрема публікації про дітей-героїв і ознайомлення дітей з героїчними постатями української історії та недавніх визвольних змагань;
- матеріали на реліґійні теми, зокрема про відзначення християнських свят з віршами на відповідні теми, з текстами сценок та декламацій для дітей;
- вивчення основних слів німецької та англійської мов для повсякденного спілкування;
- пісні з нотами та малюнками-рухами до них;
- казки, віршики, сміховинки, ігри та жарти для дітей дошкільного віку, що супроводжувались смішними ілюстраціями (художник — Е. Козак).

У кожному з 94 номерів журнал «Дзвіночок» демонстрував високу культуру видання, використовуючи ефективні засоби текстового та графічного мистецтва для оформлення рекламних сюжетів, роблячи їх зрозумілими, наочними і читабельними.
На обкладинці «Дзвіночка» від першого до останнього номера був маленький хлопчик-козачок із дзвіночком у руці, який весело запрошував у гості.

## Журналісти
Редактором видання був відомий український письменник й публіцист Юрій Шкрумеляк. Автором літературних казок, опублікованих у журналі, був приятель Юрія Шкрумеляка колишній поручник УГА, вчитель Михайло Максимович Гуцуляк («Повість про князенка Бориса» (1934), «Петрусь шукає княжої корони» (1935, Ч. 39–43) і «Павло Соловей» (1936)).
З 1993 року головний редактор відновленого журналу — Леся Пилип'юк-Диркавець.